# Operation "Days of Penitence"
Operation "Days of Penitence" (Operatie "Dagen van Boetedoening") was een militaire operatie van het Israëlische leger in de Gazastrook die duurde van 1 tot 16 oktober 2004. Het offensief was volgens Israël gericht tegen de makers van Qassam-raketten in het noorden van de Gazastrook.
Vanuit plaatsen in de Gazastrook werden zelfgemaakte raketten afgevuurd op verschillende Israëlische plaatsen zoals Sderot. De religieuze organisatie Hamas wordt verantwoordelijk gehouden voor de productie van de raketten. Deze raketten worden al sinds geruime tijd gemaakt en maakten enige slachtoffers. 
Eind september werden twee kinderen door een raket gedood. De Israëlische regering gaf hierna opdracht de Gazastrook binnen te vallen. Premier Sharon verklaarde dat de actie net zo lang door zou gaan tot alle werkplaatsen voor de fabricatie van de raketten vernietigd zijn.
Aan de actie in het Jabalia vluchtelingenkamp deden ongeveer 100 tanks mee. Bulldozers vernielden meerdere huizen zodat de tanks door het kamp konden rijden. De Israëlische troepen waren op zoek naar de werkplaatsen waar deze werden gemaakt. Echter, deze kunnen op zeer kleine schaal worden gemaakt, bijvoorbeeld in een huiskamer. 
De Verenigde Staten maande Israël aan om zich terug te trekken. 
De Palestijnse premier Ahmed Qurei had de inval veroordeeld en de noodtoestand uitgeroepen. De premier riep Hamas te stoppen met de productie van de raketten. Officieel hoort de Palestijnse Autoriteit dit soort activiteiten te stoppen, maar door onderbezetting en onwil van de politie lukt dit niet. 
Gedurende de operatie doodden de Israëlische militairen tussen de 104 en 133 Palestijnen, inclusief 62-87 Palestijnse strijders 18-31 kinderen, braken 77 huizen af en beschadigden hiernaast nog enkele honderden andere. Ook publieke gebouwen als scholen, kinderspeelplaatsen en moskeeën werden beschadigd. Volgens Israëlische bronnen werden veel van de afgebroken gebouwen door Palestijnse militanten als dekmantel gebruikt voor het afvuren van Qassam-raketten en antitankprojectielen. 
Naast de hierboven genoemde twee kinderen, kwamen aan Israëlische zijde twee soldaten en een burgervrouw om het leven tijdens de actie. 
De aanval resulteerde in een voorgestelde resolutie in de V.N. Veiligheidsraad die de Israëlische aanval veroordeelde, opriep tot Israëlische terugtrekking, en opriep tot het respecteren van de mensenrechten van de Palestijnen. De resolutie werd op 5 oktober door een veto van de Verenigde Staten getroffen, die kritiek hadden op de resolutie omdat deze het terrorisme tegen Israël niet noemde.
In het weekend van 17 oktober kondigden de Israëlische strijdkrachten aan dat zij hun strijdkrachten terugtrokken uit het Jabalia-kamp en andere bewoonde gebieden, zich in de buurt hergroepeerden en terug zouden komen wanneer de raketbeschietingen hervat zouden worden.
Beide zijden claimden de overwinning.